# Celyphus forcipus
Celyphus forcipus är en tvåvingeart som beskrevs av Shi 1999. Celyphus forcipus ingår i släktet Celyphus och familjen Celyphidae. Inga underarter finns listade i Catalogue of Life.